# Tabouret de grâce
Pour les articles homonymes, voir tabouret (homonymie).
Sous l'Ancien Régime, avoir le tabouret était un privilège accordé à des dames de la haute noblesse à la cour de France. Il s'agissait d'obtenir le droit d'être assises sur un tabouret auprès de la reine.
Ce privilège, apparu sous le règne de Louis XIII, n'est pas affaire de confort. Il s'agit de l'une des préséances les plus convoitées par les grandes familles. L'obtention du tabouret est souvent le fruit d'intrigues, la concession du tabouret à une maison provoque des jalousies et des contre-intrigues. Selon Jean-François Solnon, « les dames titrées prenant le tabouret au souper du roi sont nommées « femmes assises » ou encore, laconiquement, « tabourets ». Il y a tant de tabourets à la cour ne signifie pas l'inventaire mobilier du logis royal, mais le dénombrement des dames à qui est accordée cette prérogative enviée. ».
Cette prérogative est réservée aux princesses du sang, aux princesses étrangères, aux duchesses. Or l'appréciation de qui est titré, ou ne l'est pas, est plus difficile qu'il n'y paraît. 
La régente Anne d'Autriche accorde ainsi, en 1647, trois tabourets, dont un notamment à une membre de la maison de Rohan, la princesse de Guémené. Saint-Simon raconte : « Elles en jouirent quelques années, jusqu'à ce que plusieurs personnes de qualité, excitées par Monsieur Gaston et Monsieur le Prince, s'assemblèrent en grand nombre, invitèrent les ducs de se joindre à eux, et sous le nom de la noblesse demandèrent la suppression de ces tabourets, et des honneurs accordés à MM. de Bouillon par l'échange de Sedan, que le Parlement n'avait pas voulu enregistrer avec ces articles et quelques autres qui ne le sont pas encore aujourd'hui. Ces assemblées, dont les princes voulaient effrayer la cour pour d'autres vues, durèrent assez de semaines pour l'inquiéter par des demandes plus embarrassantes, qui l'engagèrent à s'accommoder avec Monsieur et Monsieur le Prince. Les tabourets furent supprimés, et quelques autres légères demandes accordées, avec quoi les assemblées finirent absolument. »
« Assez longtemps après, la cour prit tout à fait le dessus pour toujours, et blessée alors des suppressions extorquées elle rendit les tabourets. »
La « guerre des tabourets » eut un écho particulier pendant la Fronde, libéralité pour gagner ou récompenser les maisons aristocrates qui prenaient le parti de la régente Anne. Un pamphlet intitulé La jalousie des culs de la Cour circula à l'époque parmi les nombreuses mazarinades.